# Bulbophyllum unifoliatum
Bulbophyllum unifoliatum är en orkidéart som beskrevs av De Wild. Bulbophyllum unifoliatum ingår i släktet Bulbophyllum och familjen orkidéer.

## Underarter
Arten delas in i följande underarter:
- B. u. flectens
- B. u. infracarinatum
- B. u. unifoliatum